# Leksand
Leksand – miasto w Szwecji, w regionie Dalarna. Jest siedzibą władz gminy Leksand. Miasto turystyczne, położone nad rzeką Österdalälven, przy południowym brzegu jeziora Siljan. Leksand słynie z długoletniej produkcji pieczywa chrupkiego, klubu hokejowego Leksands IF, który zdobył kilkakrotnie tytuł mistrza kraju, oraz z najliczniej obchodzonego w Szwecji święta Midsommar (Dzień przesilenia letniego).

## Znane osoby
Erik Rapp – reprezentant Szwecji w Konkursie Eurowizji Dla dzieci 2011

## Współpraca
- Aurora, Kanada